# Nous irons à Monte Carlo
Nous irons à Monte Carlo é um filme francês de comédia musical de 1952, dirigido por Jean Boyer. O filme também possui uma versão em inglês Monte Carlo Baby (1953), a versão francesa também conta com Hepburn pois era fluente em francês, ela interpretou o mesmo papel (embora o nome da personagem tenha mudado). Foi produzida juntamente com Monte Carlo Baby ambos os filmes foram produzidos em 1951, mas lançados em anos diferentes.

## Elenco
- Philippe Lemaire como Philippe
- Audrey Hepburn como Melissa Walter
- Marcel Dalio como empresário
- Ray Ventura como ele mesmo
- André Luguet como Chatenay-Maillard
- Henri Génès como Antoine
- Danielle Godet como Jacqueline
- Jeannette Batti como  Marinette
- Max Elloy como Max
- Michel André como orador
- Georges Lannes como  detetive
- René Bourbon como diretor do festival
- Lucien Callamand como  porteiro
- Daniel Cauchy como um fã de Miss Farrell
- André Dalibert como Bindinelli
- Suzanne Guémard como Sra. Chatenay-Maillard
- Nicole Jonesco como Germaine
- Geneviève Morel como vizinho
- Germaine Reuver como  porteiro
- Jackie Rollin como Sra. Bindinelli
- John Van Dreelen como Rudy Walter
- Jeanne Véniat como mãe de Marinette
- J. Orrigo como Johnny Walter, o bebê de Melissa e Rudy